# Daijiro Okuda
Daijiro Okuda (奥田 大二郎 Okuda Daijiro?, nacido el 23 de abril de 1989 en Tokio) es un exfutbolista japonés. Jugaba de centrocampista y su último club fue el Fujieda MYFC de Japón.

## Trayectoria

### Clubes
| Club         | País  | Año         |
| ------------ | ----- | ----------- |
| Fujieda MYFC | Japón | 2012 - 2015 |

## Estadística de carrera

### J. League
| Club         | Año   | J. League | J. League | Copa J. League | Copa J. League | Total | Total |
| Club         | Año   | Part.     | Goles     | Part.          | Goles          | Part. | Goles |
| ------------ | ----- | --------- | --------- | -------------- | -------------- | ----- | ----- |
| Fujieda MYFC | 2014  | 16        | 0         | -              | -              | 16    | 0     |
| Fujieda MYFC | 2015  | 7         | 0         | -              | -              | 7     | 0     |
| Total        | Total | 23        | 0         | 0              | 0              | 23    | 0     |